# پلیس نظامی
پلیس نظامی یا دژبان (به انگلیسی: Military Police به اختصار MP)، نیروهای انتظامی مرتبط یا زیرمجموعه نیروهای نظامی می‌باشند.
پلیس نظامی در مناطق مختلف جهان کاربردها و تعاریف متفاوتی دارد:
- بخشی از نیروی نظامی که تنها انتظامات نیروهای نظامی را برعهده دارد. مانند دژبان در ایران و Provost در ایالات متحده آمریکا
- بخشی از نیروی نظامی که انتظامات نیروهای نظامی و مردم عادی را برعهده دارد. مانند ژاندارمری درفرانسه (French Gendarmerie)
- بخشی از نیروی نظامی که تنها انتظامات مردم عادی را برعهده دارد. مانند ژاندارمری در رومانی (Romanian Gendarmerie)
- نیروهای پلیس ایالتی که در زمان صلح انتظامات مردم غیرنظامی را برعهده دارند و درهنگام جنگ تبدیل به نیروهای کمکی برای نیروهای نظامی می‌شوند. مانند Policia Militar دربرزیل

## ایران
در ایران هرکدام از قوای سه‌گانه ارتش، سپاه پاسداران و نیروی انتظامی جمهوری اسلامی ایران دارای نیروهای دژبان و ورزات دفاع و پشتیبانی نیروهای مسلح جداگانه و مختص به خود می‌باشند
پیش از این در ایران ژاندارمری وجود داشت که وظیفه آن صرفاً تأمین امنیت راه‌ها و اماکن بیرون شهری بود که دراوایل دهه هفتاد هجری شمسی (دهه نود میلادی) با شهربانی و کمیته‌های انقلاب اسلامی ادغام و نیروی انتظامی جمهوری اسلامی را تشکیل دادند. (ژاندارمری) در طی جنگ ایران و عراق نیروهای ژاندارمری در قالب هنگهای پیاده در کنارارتش و سپاه در جنگ شرکت نمودند. (مثل برزیل) درحال حاضر اولین تعریف پلیس نظامی در ایران مصداق پیدا می‌کند و لذا عبارت «پلیس نظامی» به کار نمی‌رود و عبارت «دژبان» به کار می‌رود که معنای دقیقتری را می‌رساند.

## نگارخانه

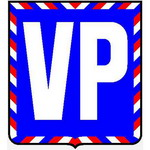
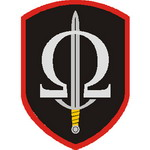
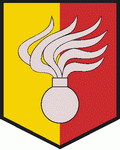
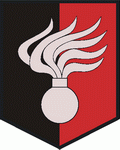
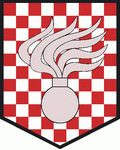
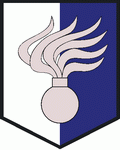